# Puchar Narodów Afryki 2017 (kwalifikacje)/Grupa M
W grupie M eliminacji Pucharu Narodów Afryki 2017 grają:
- Kamerun
- Południowa Afryka
- Gambia
- Mauretania

## Tabela
| Msc. | Zespół            | M | W | R | P | Br+ | Br- | +/- | Pkt |
| ---- | ----------------- | - | - | - | - | --- | --- | --- | --- |
| 1    | Kamerun           | 6 | 4 | 2 | 0 | 7   | 2   | +5  | 14  |
| 2    | Mauretania        | 6 | 2 | 2 | 2 | 6   | 5   | +1  | 8   |
| 3    | Południowa Afryka | 6 | 1 | 4 | 1 | 8   | 6   | +2  | 7   |
| 4    | Gambia            | 6 | 0 | 2 | 4 | 1   | 9   | -8  | 2   |

## Wyniki
| 13 czerwca 2015 19:00 CET | Południowa Afryka | 0:0(0:0)Raport | Gambia | Moses Mabhida Stadium, Durban Sędzia: Hamada Nampiandraza |
|                           |                   |                |        |                                                           |

| 14 czerwca 2015 19:00 CET | Kamerun · Aboubakar 90' | 1:0(0:0)Raport | Mauretania | Stade Omnisports, Jaunde Sędzia: Yakhouba Keita |
|                           |                         |                |            |                                                 |

| 5 września 2015 19:00 CET | Mauretania · Abeid 6' · Beyguili 79' · Ahmed 87' | 3:1(1:0)Raport | Południowa Afryka · 69' Gabuza | Stadion Olimpijski, Nawakszut Sędzia: Daouda Gueye |
|                           |                                                  |                |                                |                                                    |

| 6 września 2015 18:30 CET | Gambia | 0:1(0:0)Raport | Kamerun · 65' Aboubakar | Independence Stadium, Bakau Sędzia: Mohamed Said Kordi |
|                           |        |                |                         |                                                        |

| 25 marca 2016 17:30 CET | Mauretania · Cheikh Moulaye 36', 90+3' | 2:11:0Raport | Gambia · 59' Carayol | Stadion Olimpijski, Nawakszut Sędzia: Isaac Montgomery |
|                         |                                        |              |                      |                                                        |

| 26 marca 2016 15:30 CET | Kamerun · Siani 45+1' · N’Koulou 66' | 2:2(1:1)Raport | Południowa Afryka · 17' Rantie · 50' Kekana | Stade Municipal de Limbé, Limbé Sędzia: Bamlak Tessema Weyesa |
|                         |                                      |                |                                             |                                                               |

| 29 marca 2016 18:30 CET | Gambia | 0:0(0:0)Raport | Mauretania | Independence Stadium, Bakau Sędzia: Fidel Gomes |
|                         |        |                |            |                                                 |

| 29 marca 2016 19:00 CET | Południowa Afryka | 0:0(0:0)Raport | Kamerun | Moses Mabhida Stadium, Durban Sędzia: Juste Ephrem Zio |
|                         |                   |                |         |                                                        |

| 3 czerwca 2016 19:00 CET | Mauretania | 0:1(0:1)Raport | Kamerun · 31' Salli | Stadion Olimpijski, Nawakszut Sędzia: Hamada Nampiandraza |
|                          |            |                |                     |                                                           |

| 4 czerwca 2016 19:00 CET | Gambia | 0:4(0:2)Raport | Południowa Afryka · 31', 39' Gabuza · 55', 79' Dolly | Independence Stadium, Bakau Sędzia: Denis Dembele |
|                          |        |                |                                                      |                                                   |

| 2 września 2016 19:00 CET | Południowa Afryka · Kekana 17' | 1:1(1:1)Raport | Mauretania · 26' Guidileye | Mbombela Stadium, Nelspruit Sędzia: Eric Otogo-Castane |
|                           |                                |                |                            |                                                        |

| 3 września 2016 16:30 CET | Kamerun · Moukandjo 35' (k) · Ekambi 53' | 2:0(1:0)Raport | Gambia | Limbe Stadium, Limbé Sędzia: Joseph Odartei Lamptey |
|                           |                                          |                |        |                                                     |